# Ilmari Tapiovaara
Yrjö Ilmari Tapiovaara , né le 7 septembre 1914 à Tampere (Finlande) et mort le 31 janvier 1999 à Helsinki (Finlande), est un designer finlandais réputé pour son mobilier et ses textiles.

## Biographie
En 1937, Ilmari Tapiovaara est diplômé en design d'intérieur et, l'année suivante, il travaille pour Asko. Il aurait été fortement influencé par Alvar Aalto. Pendant la Seconde Guerre mondiale, Tapiovaara conçoit des pirogues et des meubles de campagne pour l'armée finlandaise, une tâche difficile étant donné que seuls du bois local et des outils simples pouvaient être utilisés, et qu'aucun clou ni vis n'étaient disponibles. Sa chaise Domus attire l'attention. Cette chaise fut conçue par Ilmari Tapiovaara pour la résidence étudiante d'Helsinki Domus Academica où il a travaillé avec sa femme de 1946 à 1947. Le couple crée son propre bureau en 1951. L'année suivante, il enseigne le design à l'Illinois Institute of Technology. Il travaille ensuite au Paraguay et à Maurice pour le compte d'un programme de développement des Nations Unies.
En 1959, il reçoit l'Ordre du Lion de Finlande "Médaille Pro-Finlandia"  et, en 1964, une médaille d'or à la XIIIe Triennale de Milan (it) pour ses couverts Polar.
Il a exécuté une grande partie de son travail pour les universités, les écoles et a également fait une "Root Table" pour l'armée finlandaise. Des meubles basés sur ses croquis sont encore produits au XXIe siècle.

Mobilier par Ilmari Tapiovaara.
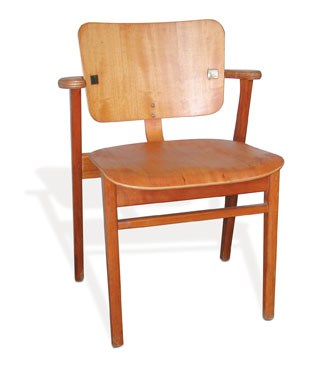
Chaise Domus
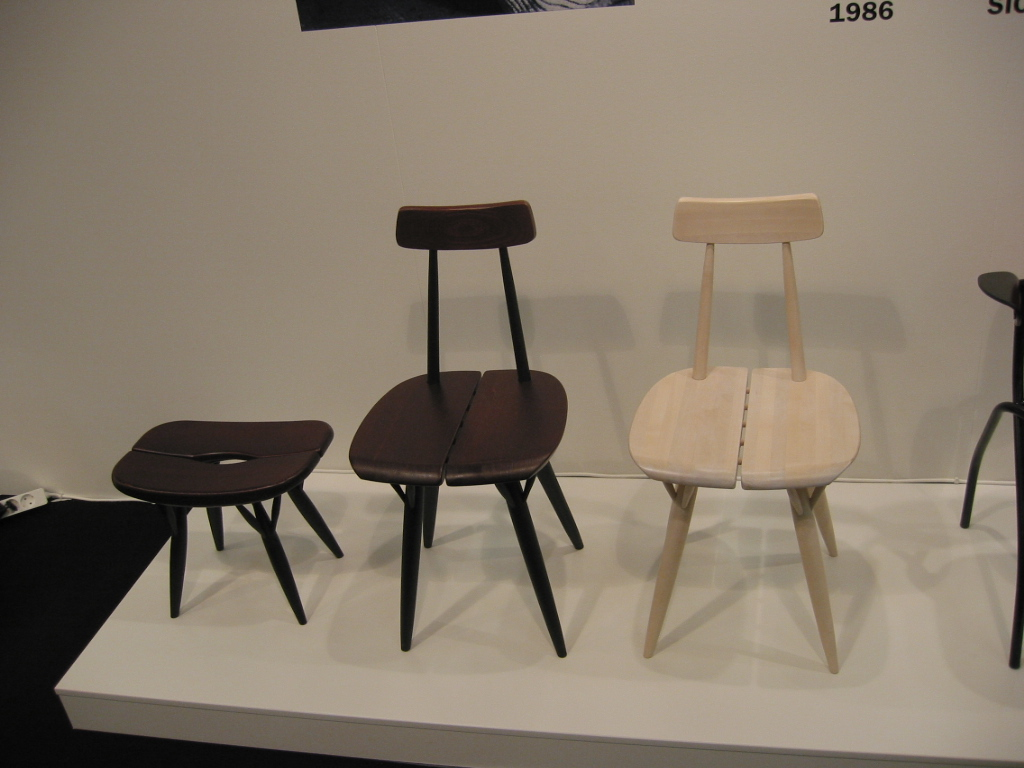
Chaises
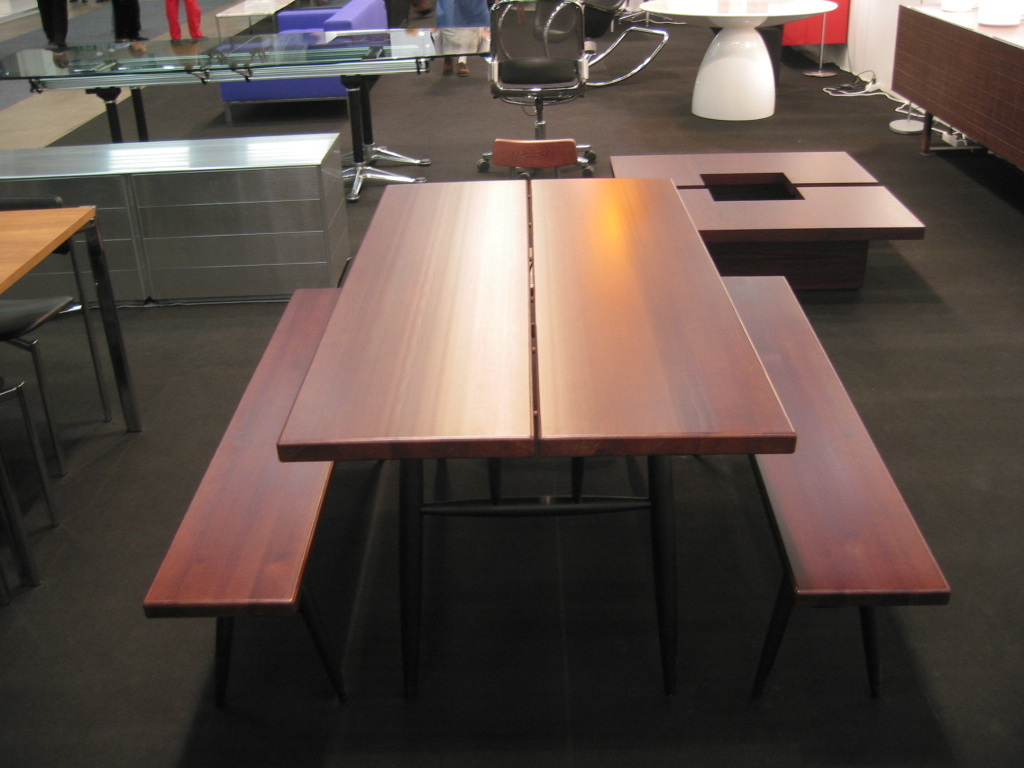
Set de table